# Пирин (Земен)
Вижте пояснителната страница за други значения на Пирин.
Футболен клуб Пирин е футболен отбор от град Земен. Играе своите мачове на градския стадион.
Отборът, подобно на много отбори, е сформиран от група младежи с любов към футболната игра. Първият отбор е създаден на 25 май 1923 година с разрешение на Българския футболен съюз. Първите екипи на отбора са тениски и гащета с вертикални райета („зебра“) с тъмно син и бял цвят. Първоначално игрището е оградено с ръчно направена ограда и разчертано с вар. Вратите са дървети, а публиката стои извън загражденията.
С течение на времето отборът започва да печели мачове и точки от Югозападна аматьорска В група. Първите 13 сезона се оказват неуспешни за отбора като се класират във втората шестица на първенството. През 1936 година той успява да стане втори и не му достигат само 4 точки за да стане шампион. В следващите 9 години отборът завършва на второ или трето място докато не набира сили и през сезон 1945 година не става шампион, но поради края на Втората световна война елиминациите са прекратени. Отборът трябва да изчака още два сезона за да вземе шампионската титла.
През есента на 1947 година отборът сменя своето име с „Белово“ (което е старото име на града). Същият този сезон успява да се класира за Б футболна група. На отборът му трябват 18 години, за да се класира в първата шестица за своето първенство. Така през сезон 1965/66 година отборът успява да се класира за 5-о място в Б група. Четири поредни години трябват на отбора, за да се качи по-нагоре. Така той дебютира седем поредни пъти на второ място в Б група. През сезон 1972-73 година отборът не му достига една точка да стане шампион. Това се поражда от равенството си от ПФК „Велдбъжд“ (Кюстендил) с 4:4. Впоследствие много от футболистите напускат клуба и отиват в по-добри отбори и съставът се разваля.
Осем поредни години отборът е на ръба да изпадне от Б група и през 1982 година изпада. В края на 80-те години на 20 век се построява скамейка за отбора. Тя има 7 реда („в сектор А“) от които на всеки ред има по 35 седящи места, т.е. около 250 седящи места. Отзад има място за около още 200 души с правостоящи места. Общо около 450-500 души могат да гледат мачовете. Секторът е ограден с ниска ограда от всички страни.
В началото на 21 век отборът за трети път сменя своето име с ФК „Пирин“ (Земен). През 2015 г. отборът е в много лошо финансово положение. Няма ресурси, няма добър отбор. Всичко на стадиона е захабено, включително и новопостроената сграда (която била с предназначение там да са съблекалните на отборите и да има по една стая за всеки от футболистите за по-дълъг престой от време). Тревното покритие е захабено и има сведения, че хора пускат добитъкът си да пасе там. Седалките са захабени и изпочупени. На входната врата има плакат на който има емблемата на отборът и с главни букви името на отборът. Годините минават, история на този отбор вече не се помни и се знае от малцина, но това е един доста важен отбор помогнал за развитието на българския футбол. Цялата информация е базирана на стари документи и записи свързани с него и пазени в архивите на отбора в Общината на град Земен.